# 4966 Edolsen
4966 Edolsen este un asteroid din centura principală, descoperit pe 2 martie 1981 de Schelte Bus.